# Fenixs-Petrogradets
El Fenixs-Petrogradets (codi UCI: FEN) va ser un equip ciclista femení rus d'origen italià. Creat al 2004, va tenir categoria UCI Women's Team de 2005 a 2010.
El 2010 es va unir amb l'equip Petrogradets.

## Principals resultats
- - Emakumeen Bira: Svetlana Bubnenkova (2005)
  - Giro de Toscana-Memorial Michela Fanini: Svetlana Bubnenkova (2006)

## Classificacions UCI
Aquesta taula mostra la plaça de l'equip a la classificació de la Unió Ciclista Internacional a final de temporada i també la millor ciclista en la classificació individual de cada temporada.
| Temporada | Classificació per equips | Millor ciclista en la classificació individual |
| --------- | ------------------------ | ---------------------------------------------- |
| 2005      | 7è                       | Svetlana Bubnenkova (6a)                       |
| 2006      | 6è                       | Svetlana Bubnenkova (6a)                       |
| 2007      | 26è                      | Natàlia Boiàrskaia (40a)                       |
| 2008      | 11è                      | Joanne Kiesanowski (41a)                       |
| 2009      | 15è                      | Svetlana Bubnenkova (25a)                      |
| 2010      | 15è                      | Aleksandra Burtxenkova (67a)                   |

Del 2005 al 2010 l'equip va participar en la Copa del món. Abans de la temporada 2006 no hi havia classificació per equips, i es mostra la millor ciclista en la classificació individual.
| Temporada | Classificació per equips | Millor ciclista en la classificació individual |
| --------- | ------------------------ | ---------------------------------------------- |
| 2005      | -                        | Svetlana Bubnenkova (59a)                      |
| 2006      | 33è                      | Olga Sliússareva (32a)                         |
| 2007      | 22è                      | Olga Sliússareva (58a)                         |
| 2008      | 40è                      | Monia Baccaille (123a)                         |
| 2009      | 19è                      | Catherine Hare Willianson (47a)                |
| 2010      | 16è                      | Natàlia Boiàrskaia (37a)                       |

## Composició de l'equip
| \| Llista de l'equip 2005 \| Llista de l'equip 2005 \| Llista de l'equip 2005 \| Llista de l'equip 2005 \| \| Ciclista \| Data de naixement \| Equip previ \| \| \| ---------------------- \| ---------------------- \| ----------------------------------- \| ---------------------- \| \| Caterina Bernardoni \| 8 de novembre de 1985 \| \| \| \| Annamaria Bresci \| 15 de novembre de 1965 \| \| \| \| Elena Eifler \| 18 de novembre de 1981 \| \| \| \| Marta Evangelisti \| 9 de març de 1981 \| SC Michela Fanini Record Rox (2003) \| \| \| Iúlia Martíssova \| 15 de juny de 1976 \| Prato Marathon Bike (2003) \| \| \| Alexandra Nohles \| 10 de març de 1968 \| Vitron Wilstra (2004) \| \| \| Aline Parsy \| 5 de novembre de 1981 \| \| \| \| Sonia Rocca \| 5 de abril de 1976 \| Team Conero (2003) \| \| \| Vanessa Saccomani \| 19 de novembre de 1975 \| Team Conero (2003) \| \| \| Giovanna Silvestro \| 17 de novembre de 1985 \| \| \| \| Swetlana Bubnenkowa \| 2 de gener de 1973 \| Prato Marathon Bike (2003) \| \| \| \| \| \| \| \| Font: UCI \| \| \| \|Nota: Caterina Bernardoni Nota: Annamaria Bresci |                        |                                     |  |
| Llista de l'equip 2005 |                        |                                     |  |
| Ciclista | Data de naixement      | Equip previ                         |  |
| Caterina Bernardoni | 8 de novembre de 1985  |                                     |  |
| Annamaria Bresci | 15 de novembre de 1965 |                                     |  |
| Elena Eifler | 18 de novembre de 1981 |                                     |  |
| Marta Evangelisti | 9 de març de 1981      | SC Michela Fanini Record Rox (2003) |  |
| Iúlia Martíssova | 15 de juny de 1976     | Prato Marathon Bike (2003)          |  |
| Alexandra Nohles | 10 de març de 1968     | Vitron Wilstra (2004)               |  |
| Aline Parsy | 5 de novembre de 1981  |                                     |  |
| Sonia Rocca | 5 de abril de 1976     | Team Conero (2003)                  |  |
| Vanessa Saccomani | 19 de novembre de 1975 | Team Conero (2003)                  |  |
| Giovanna Silvestro | 17 de novembre de 1985 |                                     |  |
| Swetlana Bubnenkowa | 2 de gener de 1973     | Prato Marathon Bike (2003)          |  |
| |                        |                                     |  |
| Font: UCI |                        |                                     |  |

| \| Llista de l'equip 2006 \| Llista de l'equip 2006 \| Llista de l'equip 2006 \| Llista de l'equip 2006 \| \| Ciclista \| Data de naixement \| Equip previ \| \| \| ----------------------------------------- \| ---------------------- \| ----------------------------------------------------- \| ---------------------- \| \| Tatiana Antóixina (1 de juny–31 de des) \| 27 de juliol de 1982 \| \| \| \| Liane Bahler (1 de jul–4 de jul) \| 22 de gener de 1982 \| Equipe Nürnberger Versicherung (2005) \| \| \| Charlotte Becker (1 de jul–31 de des) \| 19 de maig de 1983 \| Red Bull-Frankfurt (2005) \| \| \| Natalja Bojarskaja (1 de jul–31 de des) \| 27 de febrer de 1983 \| \| \| \| Johanna Buick \| 23 de desembre de 1976 \| Victory Brewing (2004) \| \| \| Kelly Campbell Rook (1 de gen–30 de juny) \| 21 de octubre de 1976 \| SC Michela Fanini Record Rox (2005) \| \| \| Elena Eifler (1 de gen–30 de juny) \| 18 de novembre de 1981 \| \| \| \| Barbara Lancioni (1 de jul–31 de des) \| 17 de setembre de 1981 \| Società Sportiva Lazio Ciclismo Team Ladispoli (2005) \| \| \| Marzia Lavorini (1 de gen–1 de jul) \| 26 de maig de 1973 \| \| \| \| Ilenia Lazzaro \| 27 de desembre de 1981 \| USC Chirio Forno d'Asolo (2004) \| \| \| Giuliana Marcon (1 de jul–31 de des) \| 19 de agost de 1985 \| Safi-Pasta Zara Manhattan (2006) \| \| \| Iúlia Martíssova (1 de gen–1 de jul) \| 15 de juny de 1976 \| Prato Marathon Bike (2003) \| \| \| Aline Parsy (1 de gen–1 de jul) \| 5 de novembre de 1981 \| \| \| \| Sabrina Raggiante \| 29 de octubre de 1968 \| \| \| \| Ilaria Rinaldi (1 de jul–18 de abr) \| 25 de febrer de 1985 \| A.S. Team FRW (2005) \| \| \| Olga Sljussarewa (1 de jul–31 de des) \| 28 de abril de 1969 \| Nobili Rubinetterie-Menikini (2005) \| \| \| Swetlana Bubnenkowa \| 2 de gener de 1973 \| Prato Marathon Bike (2003) \| \| \| Elena Stramoysova (1 de gen–30 de juny) \| 21 de juny de 1985 \| \| \| \| Olga Zabelínskaia (1 de gen–30 de juny) \| 10 de maig de 1980 \| Equipe Nürnberger Versicherung (2004) \| \| \| Irina Zemlyanskaya (1 de jul–31 de des) \| 21 de abril de 1987 \| \| \| \| \| \| \| \| \| Font: UCI \| \| \| \| |                        |                                                       |  |
| Llista de l'equip 2006 |                        |                                                       |  |
| Ciclista | Data de naixement      | Equip previ                                           |  |
| Tatiana Antóixina (1 de juny–31 de des) | 27 de juliol de 1982   |                                                       |  |
| Liane Bahler (1 de jul–4 de jul) | 22 de gener de 1982    | Equipe Nürnberger Versicherung (2005)                 |  |
| Charlotte Becker (1 de jul–31 de des) | 19 de maig de 1983     | Red Bull-Frankfurt (2005)                             |  |
| Natalja Bojarskaja (1 de jul–31 de des) | 27 de febrer de 1983   |                                                       |  |
| Johanna Buick | 23 de desembre de 1976 | Victory Brewing (2004)                                |  |
| Kelly Campbell Rook (1 de gen–30 de juny) | 21 de octubre de 1976  | SC Michela Fanini Record Rox (2005)                   |  |
| Elena Eifler (1 de gen–30 de juny) | 18 de novembre de 1981 |                                                       |  |
| Barbara Lancioni (1 de jul–31 de des) | 17 de setembre de 1981 | Società Sportiva Lazio Ciclismo Team Ladispoli (2005) |  |
| Marzia Lavorini (1 de gen–1 de jul) | 26 de maig de 1973     |                                                       |  |
| Ilenia Lazzaro | 27 de desembre de 1981 | USC Chirio Forno d'Asolo (2004)                       |  |
| Giuliana Marcon (1 de jul–31 de des) | 19 de agost de 1985    | Safi-Pasta Zara Manhattan (2006)                      |  |
| Iúlia Martíssova (1 de gen–1 de jul) | 15 de juny de 1976     | Prato Marathon Bike (2003)                            |  |
| Aline Parsy (1 de gen–1 de jul) | 5 de novembre de 1981  |                                                       |  |
| Sabrina Raggiante | 29 de octubre de 1968  |                                                       |  |
| Ilaria Rinaldi (1 de jul–18 de abr) | 25 de febrer de 1985   | A.S. Team FRW (2005)                                  |  |
| Olga Sljussarewa (1 de jul–31 de des) | 28 de abril de 1969    | Nobili Rubinetterie-Menikini (2005)                   |  |
| Swetlana Bubnenkowa | 2 de gener de 1973     | Prato Marathon Bike (2003)                            |  |
| Elena Stramoysova (1 de gen–30 de juny) | 21 de juny de 1985     |                                                       |  |
| Olga Zabelínskaia (1 de gen–30 de juny) | 10 de maig de 1980     | Equipe Nürnberger Versicherung (2004)                 |  |
| Irina Zemlyanskaya (1 de jul–31 de des) | 21 de abril de 1987    |                                                       |  |
| |                        |                                                       |  |
| Font: UCI |                        |                                                       |  |

| \| Llista de l'equip 2007 \| Llista de l'equip 2007 \| Llista de l'equip 2007 \| Llista de l'equip 2007 \| \| Ciclista \| Data de naixement \| Equip previ \| \| \| ------------------------------------------ \| ---------------------- \| ----------------------------------- \| ---------------------- \| \| Tatiana Antóixina \| 27 de juliol de 1982 \| \| \| \| Liane Bahler (1 de jul–4 de jul) \| 22 de gener de 1982 \| Therme Skin Care (2006) \| \| \| Caterina Bernardoni (26 de juny–31 de des) \| 8 de novembre de 1985 \| \| \| \| Natalja Bojarskaja \| 27 de febrer de 1983 \| \| \| \| Donatella Bragagni \| 7 de desembre de 1963 \| \| \| \| Annamaria Bresci \| 15 de novembre de 1965 \| \| \| \| Suzie Godart \| 20 de juliol de 1962 \| \| \| \| Stefanie Gronow \| 8 de agost de 1978 \| Red Bull-Frankfurt (2005) \| \| \| Oxana Kozonchuk (1 de gen–30 de juny) \| 28 de maig de 1988 \| \| \| \| Marzia Lavorini \| 26 de maig de 1973 \| \| \| \| Deborah Mascelli \| 18 de abril de 1986 \| \| \| \| Lorenza Morfín \| 9 de gener de 1982 \| USC Chirio Forno d'Asolo (2006) \| \| \| Sabrina Raggiante \| 29 de octubre de 1968 \| \| \| \| Ilaria Rinaldi (1 de jul–18 de abr) \| 25 de febrer de 1985 \| SC Michela Fanini Record Rox (2006) \| \| \| Olga Sljussarewa \| 28 de abril de 1969 \| Nobili Rubinetterie-Menikini (2005) \| \| \| Swetlana Bubnenkowa \| 2 de gener de 1973 \| Prato Marathon Bike (2003) \| \| \| Nadejda Vlasova (1 de jul–31 de des) \| 24 de febrer de 1981 \| \| \| \| \| \| \| \| \| Font: UCI \| \| \| \| |                        |                                     |  |
| Llista de l'equip 2007 |                        |                                     |  |
| Ciclista | Data de naixement      | Equip previ                         |  |
| Tatiana Antóixina | 27 de juliol de 1982   |                                     |  |
| Liane Bahler (1 de jul–4 de jul) | 22 de gener de 1982    | Therme Skin Care (2006)             |  |
| Caterina Bernardoni (26 de juny–31 de des) | 8 de novembre de 1985  |                                     |  |
| Natalja Bojarskaja | 27 de febrer de 1983   |                                     |  |
| Donatella Bragagni | 7 de desembre de 1963  |                                     |  |
| Annamaria Bresci | 15 de novembre de 1965 |                                     |  |
| Suzie Godart | 20 de juliol de 1962   |                                     |  |
| Stefanie Gronow | 8 de agost de 1978     | Red Bull-Frankfurt (2005)           |  |
| Oxana Kozonchuk (1 de gen–30 de juny) | 28 de maig de 1988     |                                     |  |
| Marzia Lavorini | 26 de maig de 1973     |                                     |  |
| Deborah Mascelli | 18 de abril de 1986    |                                     |  |
| Lorenza Morfín | 9 de gener de 1982     | USC Chirio Forno d'Asolo (2006)     |  |
| Sabrina Raggiante | 29 de octubre de 1968  |                                     |  |
| Ilaria Rinaldi (1 de jul–18 de abr) | 25 de febrer de 1985   | SC Michela Fanini Record Rox (2006) |  |
| Olga Sljussarewa | 28 de abril de 1969    | Nobili Rubinetterie-Menikini (2005) |  |
| Swetlana Bubnenkowa | 2 de gener de 1973     | Prato Marathon Bike (2003)          |  |
| Nadejda Vlasova (1 de jul–31 de des) | 24 de febrer de 1981   |                                     |  |
| |                        |                                     |  |
| Font: UCI |                        |                                     |  |

| \| Llista de l'equip 2008 \| Llista de l'equip 2008 \| Llista de l'equip 2008 \| Llista de l'equip 2008 \| \| Ciclista \| Data de naixement \| Equip previ \| \| \| ------------------------------------------ \| ---------------------- \| ------------------------------------- \| ---------------------- \| \| Tatiana Antóixina \| 27 de juliol de 1982 \| \| \| \| Raffella Ascolani \| 19 de maig de 1989 \| \| \| \| Monia Baccaille \| 10 de abril de 1984 \| Saccarelli EMU Marsciano (2007) \| \| \| Natalja Bojarskaja \| 27 de febrer de 1983 \| \| \| \| Jessica Cocchi \| 5 de abril de 1989 \| \| \| \| Erika Fabbri (19 de juny–31 de des) \| 9 de abril de 1986 \| \| \| \| Samantha Galassi \| 28 de juliol de 1988 \| Saccarelli EMU Marsciano (2007) \| \| \| Valentina Gavrilova (1 de gen–1 de jul) \| 14 de juny de 1985 \| \| \| \| Luna Girani (1 de gen–1 de jul) \| 12 de juliol de 1989 \| \| \| \| Suzie Godart \| 20 de juliol de 1962 \| \| \| \| Melissa Hernández (20 de juny–31 de des) \| 14 de abril de 1987 \| \| \| \| Siobhan Dervan \| 22 de desembre de 1978 \| Lotto-Belisol Ladiesteam (2007) \| \| \| Joanne Kiesanowski (20 de juny–31 de des) \| 24 de maig de 1979 \| Cervélo Lifeforce (2008) \| \| \| Katherine Lambden (1 de gen–19 de juny) \| 20 de octubre de 1979 \| Palo Alto Bicycle Shop-Tibco (2007) \| \| \| Alice Marmorini \| 11 de gener de 1987 \| Saccarelli EMU Marsciano (2007) \| \| \| Deborah Mascelli (1 de gen–19 de juny) \| 18 de abril de 1986 \| \| \| \| Lorenza Morfín \| 9 de gener de 1982 \| USC Chirio Forno d'Asolo (2006) \| \| \| Walentina Polchanowa (1 de gen–20 de juny) \| 15 de agost de 1971 \| Nobili Rubinetterie-Guerciotti (2004) \| \| \| Chiara Rozzini \| 5 de desembre de 1983 \| Saccarelli EMU Marsciano (2007) \| \| \| Swetlana Bubnenkowa \| 2 de gener de 1973 \| Prato Marathon Bike (2003) \| \| \| Nadejda Vlasova \| 24 de febrer de 1981 \| \| \| \| \| \| \| \| \| Font: UCI \| \| \| \| |                        |                                       |  |
| Llista de l'equip 2008 |                        |                                       |  |
| Ciclista | Data de naixement      | Equip previ                           |  |
| Tatiana Antóixina | 27 de juliol de 1982   |                                       |  |
| Raffella Ascolani | 19 de maig de 1989     |                                       |  |
| Monia Baccaille | 10 de abril de 1984    | Saccarelli EMU Marsciano (2007)       |  |
| Natalja Bojarskaja | 27 de febrer de 1983   |                                       |  |
| Jessica Cocchi | 5 de abril de 1989     |                                       |  |
| Erika Fabbri (19 de juny–31 de des) | 9 de abril de 1986     |                                       |  |
| Samantha Galassi | 28 de juliol de 1988   | Saccarelli EMU Marsciano (2007)       |  |
| Valentina Gavrilova (1 de gen–1 de jul) | 14 de juny de 1985     |                                       |  |
| Luna Girani (1 de gen–1 de jul) | 12 de juliol de 1989   |                                       |  |
| Suzie Godart | 20 de juliol de 1962   |                                       |  |
| Melissa Hernández (20 de juny–31 de des) | 14 de abril de 1987    |                                       |  |
| Siobhan Dervan | 22 de desembre de 1978 | Lotto-Belisol Ladiesteam (2007)       |  |
| Joanne Kiesanowski (20 de juny–31 de des) | 24 de maig de 1979     | Cervélo Lifeforce (2008)              |  |
| Katherine Lambden (1 de gen–19 de juny) | 20 de octubre de 1979  | Palo Alto Bicycle Shop-Tibco (2007)   |  |
| Alice Marmorini | 11 de gener de 1987    | Saccarelli EMU Marsciano (2007)       |  |
| Deborah Mascelli (1 de gen–19 de juny) | 18 de abril de 1986    |                                       |  |
| Lorenza Morfín | 9 de gener de 1982     | USC Chirio Forno d'Asolo (2006)       |  |
| Walentina Polchanowa (1 de gen–20 de juny) | 15 de agost de 1971    | Nobili Rubinetterie-Guerciotti (2004) |  |
| Chiara Rozzini | 5 de desembre de 1983  | Saccarelli EMU Marsciano (2007)       |  |
| Swetlana Bubnenkowa | 2 de gener de 1973     | Prato Marathon Bike (2003)            |  |
| Nadejda Vlasova | 24 de febrer de 1981   |                                       |  |
| |                        |                                       |  |
| Font: UCI |                        |                                       |  |

| \| Llista de l'equip 2009 \| Llista de l'equip 2009 \| Llista de l'equip 2009 \| Llista de l'equip 2009 \| \| Ciclista \| Data de naixement \| Equip previ \| \| \| -------------------------------------- \| ---------------------- \| -------------------------------------------------------- \| ---------------------- \| \| Karin Aune \| 29 de abril de 1975 \| Uniqa (2008) \| \| \| Natalja Bojarskaja \| 27 de febrer de 1983 \| \| \| \| Jessica Cocchi \| 5 de abril de 1989 \| \| \| \| Maddalena Dinato (1 de juny–31 de des) \| 20 de gener de 1989 \| Gruppo Sportivo Top Girls-Fassa Bortolo-Raxy Line (2009) \| \| \| Erika Fabbri (1 de gen–31 de maig) \| 9 de abril de 1986 \| \| \| \| Evelyn García Marroquín \| 29 de desembre de 1982 \| USC Chirio Forno d'Asolo (2008) \| \| \| Suzie Godart \| 20 de juliol de 1962 \| \| \| \| Catherine Hare \| 13 de març de 1982 \| Team Halfords Bikehut (2008) \| \| \| Corine Hierckens \| 30 de maig de 1982 \| Vienne Futuroscope (2008) \| \| \| Siobhan Dervan \| 22 de desembre de 1978 \| Lotto-Belisol Ladiesteam (2007) \| \| \| Urtė Juodvalkytė \| 23 de desembre de 1986 \| USC Chirio Forno d'Asolo (2008) \| \| \| Alice Marmorini \| 11 de gener de 1987 \| Saccarelli EMU Marsciano (2007) \| \| \| Lorenza Morfín \| 9 de gener de 1982 \| USC Chirio Forno d'Asolo (2006) \| \| \| Ilaria Rinaldi (1 de gen–19 de abr) \| 25 de febrer de 1985 \| SC Michela Fanini Record Rox (2006) \| \| \| Tetiana Stiàjkina \| 10 de abril de 1977 \| USC Chirio Forno d'Asolo (2008) \| \| \| Swetlana Bubnenkowa \| 2 de gener de 1973 \| Prato Marathon Bike (2003) \| \| \| Erika Vilūnaitė (1 de juny–31 de des) \| 25 de desembre de 1980 \| System Data (2008) \| \| \| Nadejda Vlasova \| 24 de febrer de 1981 \| \| \| \| \| \| \| \| \| Font: UCI \| \| \| \| |                        |                                                          |  |
| Llista de l'equip 2009 |                        |                                                          |  |
| Ciclista | Data de naixement      | Equip previ                                              |  |
| Karin Aune | 29 de abril de 1975    | Uniqa (2008)                                             |  |
| Natalja Bojarskaja | 27 de febrer de 1983   |                                                          |  |
| Jessica Cocchi | 5 de abril de 1989     |                                                          |  |
| Maddalena Dinato (1 de juny–31 de des) | 20 de gener de 1989    | Gruppo Sportivo Top Girls-Fassa Bortolo-Raxy Line (2009) |  |
| Erika Fabbri (1 de gen–31 de maig) | 9 de abril de 1986     |                                                          |  |
| Evelyn García Marroquín | 29 de desembre de 1982 | USC Chirio Forno d'Asolo (2008)                          |  |
| Suzie Godart | 20 de juliol de 1962   |                                                          |  |
| Catherine Hare | 13 de març de 1982     | Team Halfords Bikehut (2008)                             |  |
| Corine Hierckens | 30 de maig de 1982     | Vienne Futuroscope (2008)                                |  |
| Siobhan Dervan | 22 de desembre de 1978 | Lotto-Belisol Ladiesteam (2007)                          |  |
| Urtė Juodvalkytė | 23 de desembre de 1986 | USC Chirio Forno d'Asolo (2008)                          |  |
| Alice Marmorini | 11 de gener de 1987    | Saccarelli EMU Marsciano (2007)                          |  |
| Lorenza Morfín | 9 de gener de 1982     | USC Chirio Forno d'Asolo (2006)                          |  |
| Ilaria Rinaldi (1 de gen–19 de abr) | 25 de febrer de 1985   | SC Michela Fanini Record Rox (2006)                      |  |
| Tetiana Stiàjkina | 10 de abril de 1977    | USC Chirio Forno d'Asolo (2008)                          |  |
| Swetlana Bubnenkowa | 2 de gener de 1973     | Prato Marathon Bike (2003)                               |  |
| Erika Vilūnaitė (1 de juny–31 de des) | 25 de desembre de 1980 | System Data (2008)                                       |  |
| Nadejda Vlasova | 24 de febrer de 1981   |                                                          |  |
| |                        |                                                          |  |
| Font: UCI |                        |                                                          |  |

| \| Llista de l'equip 2010 \| Llista de l'equip 2010 \| Llista de l'equip 2010 \| Llista de l'equip 2010 \| \| Ciclista \| Data de naixement \| Equip previ \| \| \| ---------------------------------------------------------- \| ---------------------- \| ----------------------------------- \| ---------------------- \| \| Karin Aune \| 29 de abril de 1975 \| Uniqa (2008) \| \| \| Marta Bastianelli (5 de jul–31 de des) \| 30 de abril de 1987 \| Team CMAX Dila (2008) \| \| \| Natalja Bojarskaja \| 27 de febrer de 1983 \| \| \| \| Alexandra Burtschenkowa \| 16 de setembre de 1988 \| \| \| \| Béatrice Godart \| 1 de maig de 1989 \| \| \| \| Suzie Godart \| 20 de juliol de 1962 \| \| \| \| Alessandra Giuseppina Grassi Herrera (20 de jul–31 de des) \| 29 de agost de 1976 \| Selle Italia Ghezzi (2009) \| \| \| Corine Hierckens (1 de gen–31 de maig) \| 30 de maig de 1982 \| Vienne Futuroscope (2008) \| \| \| Monica Holler (1 de gen–19 de maig) \| 15 de maig de 1984 \| Bigla (2009) \| \| \| Iúlia Ilinikh \| 6 de octubre de 1985 \| Petrogradets (2009) \| \| \| Urtė Juodvalkytė (1 de gen–31 de maig) \| 23 de desembre de 1986 \| USC Chirio Forno d'Asolo (2008) \| \| \| Maria Kazatxenko \| 28 de març de 1987 \| \| \| \| Irina Molitxeva \| 12 de novembre de 1988 \| Petrogradets (2009) \| \| \| Elena Novikova \| 14 de gener de 1984 \| \| \| \| Aleksandra Pyatkova \| 14 de abril de 1991 \| \| \| \| Swetlana Bubnenkowa \| 2 de gener de 1973 \| Prato Marathon Bike (2003) \| \| \| Linn Torp (1 de gen–31 de maig) \| 22 de abril de 1977 \| Lotto-Belisol Ladiesteam (2009) \| \| \| Marta Vilajosana Andreu (1 de jul–31 de des) \| 13 de març de 1975 \| Team CMAX Dila (2009) \| \| \| Erika Vilūnaitė \| 25 de desembre de 1980 \| SC Michela Fanini Record Rox (2009) \| \| \| \| \| \| \| \| Font: UCI \| \| \| \| |                        |                                     |  |
| Llista de l'equip 2010 |                        |                                     |  |
| Ciclista | Data de naixement      | Equip previ                         |  |
| Karin Aune | 29 de abril de 1975    | Uniqa (2008)                        |  |
| Marta Bastianelli (5 de jul–31 de des) | 30 de abril de 1987    | Team CMAX Dila (2008)               |  |
| Natalja Bojarskaja | 27 de febrer de 1983   |                                     |  |
| Alexandra Burtschenkowa | 16 de setembre de 1988 |                                     |  |
| Béatrice Godart | 1 de maig de 1989      |                                     |  |
| Suzie Godart | 20 de juliol de 1962   |                                     |  |
| Alessandra Giuseppina Grassi Herrera (20 de jul–31 de des) | 29 de agost de 1976    | Selle Italia Ghezzi (2009)          |  |
| Corine Hierckens (1 de gen–31 de maig) | 30 de maig de 1982     | Vienne Futuroscope (2008)           |  |
| Monica Holler (1 de gen–19 de maig) | 15 de maig de 1984     | Bigla (2009)                        |  |
| Iúlia Ilinikh | 6 de octubre de 1985   | Petrogradets (2009)                 |  |
| Urtė Juodvalkytė (1 de gen–31 de maig) | 23 de desembre de 1986 | USC Chirio Forno d'Asolo (2008)     |  |
| Maria Kazatxenko | 28 de març de 1987     |                                     |  |
| Irina Molitxeva | 12 de novembre de 1988 | Petrogradets (2009)                 |  |
| Elena Novikova | 14 de gener de 1984    |                                     |  |
| Aleksandra Pyatkova | 14 de abril de 1991    |                                     |  |
| Swetlana Bubnenkowa | 2 de gener de 1973     | Prato Marathon Bike (2003)          |  |
| Linn Torp (1 de gen–31 de maig) | 22 de abril de 1977    | Lotto-Belisol Ladiesteam (2009)     |  |
| Marta Vilajosana Andreu (1 de jul–31 de des) | 13 de març de 1975     | Team CMAX Dila (2009)               |  |
| Erika Vilūnaitė | 25 de desembre de 1980 | SC Michela Fanini Record Rox (2009) |  |
| |                        |                                     |  |
| Font: UCI |                        |                                     |  |